# إكيرين
إنزيم إيكارين (بالإنجليزية: Ecarin)‏ يتم إنتاجه هذا الإنزيم من قبل أفعى الأنسجة المتجلدة (حارية جؤجؤية: وهي نوع من الأفاعي الموجودة في مناطق شبه القارة الهندية ومنطقة الشرق الأوسط)، وهو إنزيم يلعب دوراً مهماً في عملية التخثر.

## الإستخدام
على الرغم من سميته، يتم استخدام إنزيم إيكارين في بعض التطبيقات الطبية والمختبرية. على سبيل المثال، يمكن استخدامه لقياس مستويات البروثرومبين في الدم وتحديد كفاءة عقاقير مضادة للتخثر مثل الهيبارين والوارفارين. بالإضافة إلى ذلك، يجري الباحثون دراسة إمكانية استخدام إيكارين كعامل مضاد للتخثر في العلاجات المستقبلية.